# Omã nos Jogos Olímpicos de Verão de 2012
Omã enviou uma equipe de quatro atletas para competir nos Jogos Olímpicos de Verão de 2012, em Londres, na Grã-Bretanha.

## Desempenho

### Atletismo(3 atletas)
Masculino
| Atleta            | Evento | Preliminar | Preliminar | Quartas de final | Quartas de final | Semifinais  | Semifinais  | Final       | Final       |
| Atleta            | Evento | Marca      | Posição    | Marca            | Posição          | Marca       | Posição     | Marca       | Posição     |
| ----------------- | ------ | ---------- | ---------- | ---------------- | ---------------- | ----------- | ----------- | ----------- | ----------- |
| Barakat Al-Harthi | 100 m  | BYE        | BYE        | 10s41            | 7º/bat. 2        | Não avançou | Não avançou | Não avançou | Não avançou |

### Tiro(1 atleta)
Masculino
| Atleta         | Evento               | Qualificação | Qualificação | Final       | Final       | Posição |
| Atleta         | Evento               | Placar       | Posição      | Placar      | Total       | Posição |
| -------------- | -------------------- | ------------ | ------------ | ----------- | ----------- | ------- |
| Ahmed Al-Hatmi | Fossa olímpica dublê | 129          | 19º          | Não avançou | Não avançou | 19º     |